# تخلص (بلاغة)
التخلص عند البلغاء يطلق على إتيان المادح اسمه في المدح، وعلى الانتقال مما افتتح به الكلام إلى المقصود مع رعاية المناسبة. وقيل الفرق بينه وبين الاستطراد أنك في التخلص تركت ما كنت فيه بالكلية وأقبلت على ما تخلصت إليه، وفي الاستطراد تمر بذكر الأمر الذي استطردت إليه ثم تتركه وتعود إلى ما كنت فيه كأنك لم تقصد وإنما عرض عروضا.